# 2S42 Lotos
2S42 Lotos (ros. 2С42 Лотос, pol. lotos) – rosyjski samobieżny moździerz kalibru 120 mm zaprojektowany przez zakłady CNIIToczMasz wchodzące w skład konsorcjum Rostech. Projekt maszyny ujawniono podczas międzynarodowego forum techniczno-wojskowego „Armia-2017” w podmoskiewskiej Kubince, a premierowo pojazd został zaprezentowany przez producenta 5 czerwca 2019 roku. Konstrukcja jest projektowana dla jednostek powietrznodesantowych jako docelowy następca serii moździerzy samobieżnych 2S9 Nona. 
Projekt jest rozwinięciem zarzuconego projektu ciężkiego samobieżnego moździerza 2S36 Zauralec-D, który miał zastąpić 2S31 Wena.

## Charakterystyka
Lotos wykorzystuje wysoce mobilne zmodyfikowane podwozie bojowego wozu piechoty BMD-4M, które zostało wydłużone do 7 par kół nośnych. Pancerz zapewnia ochronę przed amunicją kalibru 7,62 mm i odłamkami z każdej strony oraz przed amunicją kalibru 12,7 mm z przodu kadłuba. Na wyposażeniu pojazdu znajduje się system ochrony przed skutkami użycia broni masowego rażenia oraz system automatycznego gaszenia pożarów. Jest on także dostosowany do transportu drogą powietrzną i szybkiego przejścia w tryb bojowy po wylądowaniu i rozładunku. Załogę pojazdu stanowią 4 osoby: dowódca, strzelec, ładowniczy i kierowca. 
Głównym uzbrojeniem jest zamontowany w wieży moździerz kalibru 120 mm 2A80-1, znany z wprowadzonego wcześniej systemu 2S34 Chosta. W Lotosie został on silnie zautomatyzowany, a dodatkowo na wyposażeniu znalazł się nowy system kierowania ogniem Zawiet-D. Broń może korzystać zarówno z amunicji zwykłej, jak i pocisków naprowadzanych laserowo Kitołow-2M, a ogień może być prowadzony na dystansie do 13 km przy szybkostrzelności wynoszącej 6-8 strzałów na minutę. Sam moździerz może poruszać się wertykalnie w zakresie od -4 do +80 stopni. 
Do samoobrony pojazd posiada zdalnie sterowany z wnętrza karabin maszynowy kalibru 7,62 mm oraz zestaw wyrzutni granatów dymnych.

## Użytkownicy
- Rosja
  - Wojska Lądowe – w trakcie testów[2]